# Anna Timofiejczuk
Anna Maria Timofiejczuk – polska inżynier, doktor habilitowany nauk technicznych, dziekan Politechniki Śląskiej.

## Życiorys
Ukończyła studia na Wydziale Mechanicznym Technologicznym Politechniki Śląskiej. Stopień doktora uzyskała w 1999, a doktora habilitowanego w 2012 roku. Od tego samego roku pracuje na stanowisku profesora nadzwyczajnego w Instytucie Podstaw Konstrukcji Maszyn. W latach 2012–2016 pełniła funkcję prodziekana ds. organizacji i rozwoju na Wydziale Mechanicznym Technologicznym, a w latach 2016–2024 dziekana tegoż wydziału.

## Odznaczenia
- Brązowy Krzyż Zasługi (2005)[2]